# Équipe cycliste Aldro
L'équipe cycliste Aldro est une équipe amateur espagnole de cyclisme sur route basée à Torrelavega, en Cantabrie. Dirigée par Manolo Saiz, elle prend principalement part aux épreuves du calendrier amateur espagnol, mais a également vocation de participer à des compétitions à l'étranger, notamment au Portugal, en France ou en Italie.

## Histoire de l'équipe
L'équipe est lancée à compter de la saison 2016 sous l'impulsion du dirigeant Manolo Saiz, avec le sponsoring de la société d'énergie verte Aldro Energía. L'équipe a l'ambition pour le futur d'accéder au plus haut niveau mondial.

## Principales victoires

### Championnats nationaux
- Championnats d'Éthiopie sur route : 1
  - Course en ligne : 2017 (Hailemelekot Hailu)

## Aldro en 2017

### Effectif[1]
| Cycliste               | Date de naissance | Nationalité | Équipe 2016                         |  |
| ---------------------- | ----------------- | ----------- | ----------------------------------- |  |
| Juanjo Agüero          | 13 janvier 1994   | Espagne     | Aldro                               |  |
| Julen Amarika          | 1er novembre 1995 | Espagne     | Aldro                               |  |
| Tiago Antunes          | 9 avril 1997      | Portugal    | Sicasal-Constantinos SA-Udo         |  |
| Jesús Arozamena        | 24 décembre 1996  | Espagne     | Diputación de León-Arte en Transfer |  |
| David Casillas         | 9 janvier 1994    | Espagne     | Aldro                               |  |
| David Civera           | 27 juillet 1994   | Espagne     | Aldro                               |  |
| Unai Dorronsoro        | 4 décembre 1997   | Espagne     | Oriako TE                           |  |
| Miguel Ángel Fernández | 21 mars 1997      | Espagne     | Aldro                               |  |
| Sergio Gil             | 17 mars 1998      | Espagne     | Coves de Sant Josep                 |  |
| Ángel Greciano         | 3 mai 1996        | Espagne     | Telco'm-Gimex                       |  |
| Hailemelekot Hailu     | 11 juillet 1994   | Éthiopie    |                                     |  |
| Senen Landáburu        | 7 juin 1996       | Espagne     | Aldro                               |  |
| Eduardo Llacer         | 3 décembre 1996   | Espagne     | Aldro                               |  |
| Aitor Lucas            | 13 avril 1998     | Espagne     | Oid                                 |  |
| Cristian Mota          | 18 septembre 1996 | Espagne     | CC Rías Baixas                      |  |
| Vicente Roig           | 16 octobre 1998   | Espagne     | Castillo de Onda-Zafiro             |  |

### Victoires
| Date       | Course                           | Pays     | Classe | Vainqueur              |
| ---------- | -------------------------------- | -------- | ------ | ---------------------- |
| 25/02/2017 | Zumaiako Saria                   | Espagne  | NE     | Julen Amarika          |
| 19/03/2017 | Gran Premio San José             | Espagne  | NE     | Miguel Ángel Fernández |
| 26/03/2017 | Subida a Gorla                   | Espagne  | NE     | Eduardo Llacer         |
| 24/06/2017 | Championnat d'Éthiopie sur route | Éthiopie | CN     | Hailemelekot Hailu     |